# Palm Valley (Florida)
Palm Valley is een plaats (census-designated place) in de Amerikaanse staat Florida, en valt bestuurlijk gezien onder St. Johns County.

## Demografie
Bij de volkstelling in 2000 werd het aantal inwoners vastgesteld op 19.860.

## Geografie
Volgens het United States Census Bureau beslaat de plaats een oppervlakte van
36,2 km², waarvan 34,7 km² land en 1,5 km² water. Palm Valley ligt op ongeveer 3 m boven zeeniveau.

## Plaatsen in de nabije omgeving
De onderstaande figuur toont nabijgelegen plaatsen in een straal van 32 km rond Palm Valley.